# Théorie de la liaison de valence
En chimie, la théorie de la liaison de valence explique la nature de la liaison chimique dans une molécule en termes de valences. La théorie de la liaison de valence se base sur la tendance qu'un atome central dans une molécule est susceptible de former des liaisons par paire électronique en accord avec des contraintes géométriques comme l'indique la règle de l'octet, approximativement. La théorie de la liaison de la valence est très proche de la théorie de l'orbitale moléculaire.

## Histoire
En 1916, G.N. Lewis proposa qu'une liaison chimique se forme par l'interaction de deux électrons liants rapportés, avec les molécules présentées comme des structures de Lewis. En 1927, la théorie Heitler-London fut formulée : elle permettait pour la première fois le calcul des propriétés de liaison de la molécule de dihydrogène H2 en se basant sur des considérations quantiques. Plus précisément, après une longue période de réflexion, Walter Heitler a découvert comment utiliser la fonction d'onde de Schrödinger (1925) pour montrer comment les fonctions d'onde deux atomes d'hydrogène se joignent, avec des termes positifs, négatifs et d'échange afin de former une liaison covalente. Il appela par la suite son collègue Fritz London et ils travaillèrent sur les détails de la théorie toute la nuit.

Plus tard, Linus Pauling utilisa les idées de liaison par paires de Lewis conjointement à la théorie de Heitler-London afin de développer deux autres concepts clés dans la théorie de la liaison de valence : la résonance (1928) et l'hybridation orbitalaire (1930). Selon Charles Coulson, auteur du livre Valence en 1952, cette période marque le début de la « théorie moderne de la liaison de valence », en opposition avec les anciennes théories, qui étaient essentiellement des théories électroniques de valence décrites en termes pré-mécanique ondulatoire. La théorie de la résonance fut critiquée comme étant imparfaite par les chimistes soviétiques dans les années 1950 (I. Hargittai, When Resonance Made Waves, The Chemical Intelligencer 1, 34 (1995)).

## Théorie
Une structure de liaison de valence est similaire à une structure de Lewis, bien que lorsqu'une structure de Lewis simple ne peut être utilisée, plusieurs structures de liaison de valence sont utilisées. Chacune de ces structures représentent une structure de Lewis spécifique. Cette combinaison de structures de liaisons de valence est la pierre d'achoppement de la théorie de la résonance. La théorie de la liaison de valence considère que les orbitales atomiques se recouvrant des atomes participant à la liaison forment une liaison chimique. En raison du recouvrement, il est très probable que les électrons soient localisés dans la région de la liaison. La théorie de liaison de valence considère les liaisons comme des orbitales faiblement couplées (recouvrement faible). La théorie de liaison de valence est, de manière typique, plus facile à employer pour des molécules dans l'état fondamental.

Les orbitales atomiques de recouvrement peuvent différer. Les deux types d'orbitales de recouvrement sont σ et π. Les liaisons σ se forment lorsque les orbitales de deux électrons apportés se recouvrent face-à-face. Les liaisons π se forment lorsque deux orbitales se recouvrent lorsqu'elles sont parallèles. Une liaison entre deux électrons « s » est, par exemple, une liaison σ car deux sphères sont toujours coaxiales. En termes d'ordre de liaison, les liaisons simples consistent en une liaison σ, les doubles liaisons consistent en une liaison σ et une liaison π et les triples consistent en une liaison σ et deux liaisons π. Cependant, les orbitales atomiques de liaison peuvent être hybrides. Parfois, les orbitales atomiques liantes peuvent présenter le caractère de plusieurs types d'orbitales possibles. Les méthodes d'obtention d'une orbitale atomique avec la caractéristique adéquate pour la liaison est appelée hybridation.

## La théorie de la liaison de valence aujourd'hui
La théorie de la liaison de valence complète la théorie de l'orbitale moléculaire, qui ne souscrit pas à l'idée de la liaison de valence que les paires électroniques sont localisées entre deux atomes spécifiques dans une molécule mais qu'elles sont distribuées en ensembles d'orbitales moléculaires qui peuvent être étendues sur toute la molécule. La théorie de l'orbitale moléculaire peut prédire les propriétés magnétiques d'une manière relativement directe, mais la théorie de la liaison de valence est plus compliquée bien que donnant des résultats similaires. La théorie de la liaison de valence considère les propriétés aromatiques des molécules comme conséquences de la résonance entre les structures de Kekule, de Dewar et probablement ioniques, alors que la théorie de l'orbitale moléculaire les perçoit comme dues à la délocalisation des électrons π. Les mathématiques sous-jacentes sont aussi plus compliquées, limitant le traitement en théorie de la liaison de valence à des molécules relativement petites. D'un autre côté, la théorie de la liaison de valence fournit une image bien plus précise de la réorganisation de la charge électronique qui se produit lorsque les liaisons sont détruites et formées durant une réaction chimique. En particulier, la théorie de la liaison de valence prédit correctement la dissociation de molécules diatomiques homonucléaires en atomes séparés, alors que la théorie de l'orbitale moléculaire prédit la dissociation en un mélange d'atomes et d'ions.
Plus récemment, de nombreux groupes de recherche ont développé ce qui est parfois appelé la théorie de la liaison de valence moderne. Elle remplace les orbitales atomiques se recouvrant par des orbitales de liaison de valence se recouvrant qui sont développées sur toutes les fonctions de base de la molécule. Les énergies résultantes sont plus précises avec des énergies dans lesquelles la corrélation électronique est introduite en se basant une fonction d'onde Hartree-Fock de référence.

## Applications de la théorie de la liaison de valence
Un aspect important de la théorie de la liaison de valence est la condition de recouvrement maximal qui conduit à la formation des liaisons les plus fortes possibles. Cette théorie est utilisée afin d'expliquer la formation de la liaison covalente dans de nombreuses molécules.

Dans le cas de la molécule de difluor F2, par exemple, la liaison F-F est formée par le recouvrement des orbitales p de deux atomes F comprenant un électron non apparié. Comme la nature des orbitales de recouvrement sont différentes entre les molécules H2 et F2, les forces et les longueurs de liaisons entre ces deux molécules diffèrent.

Dans la molécule de fluorure d'hydrogène HF, la liaison covalente est formée par le recouvrement de l'orbitale 1s de H et de l'orbitale 2p de F, contenant chacune un électron non apparié. L'apport mutuel d'électrons entre H et F conduit à une liaison covalente dans HF.